# 城堡和平

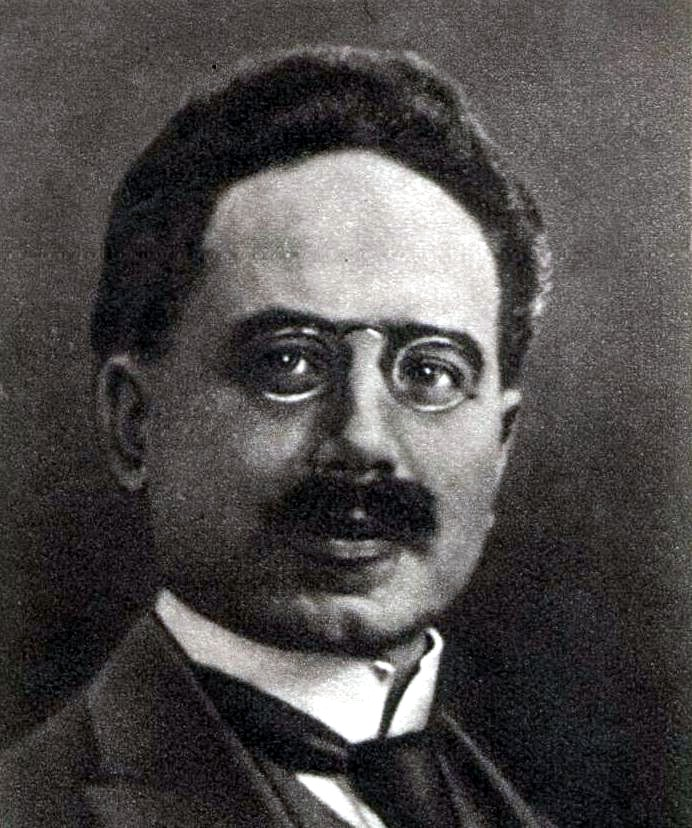
卡尔·李卜克内西是最先反对城堡和平的社民党党员

城堡和平政策（德語：Burgfriedenspolitik，發音：[ˈbʊʁkfʁiːdn̩s.poliˌtiːk]；意指“政党休战”）是描述德国社会民主党与其他政党一战期间达成政治休战的术语，各黨派在戰中組成了國民團結政府。即：工会不罢工、社民党投票支持帝国议会提出的战争信贷法案、各政党同意不批评政府及战争。采取“城堡和平政策”原因有几个，其中包括在战争中站在民族政府一边是爱国责任，且担心如果他们抗议战争会遭到政府镇压，害怕生活在俄国专制皇权的统治下远超于在德国皇权统治下以及希望在战后实现政治改革，如通过与政府合作废除普鲁士三级选举制度。
第二届会议上，所有议员中只有卡尔·李卜克内西一人投票反对战争信贷。在1915年3月20日的第三次会议上，奥托·吕勒加入了他的行列。战争过程中，社民党反对战争的政治家数量愈来愈多。由于抵制城堡和平政策，李卜克内西、罗莎·卢森堡、克拉拉·蔡特金等人被逐出社民党。这些人后来成立了斯巴达克斯联盟、德国独立社会民主党和德国共产党。唯一拒绝城堡和平政策的工会是德国工会自由协会（FVdG），后来成为德国自由工人联盟（FAUD）。